# ГЛААД
GLAAD (англ. Gay & Lesbian Alliance Against Defamation (Альянс геев и лесбиянок против диффамации)) — американская неправительственная ЛГБТ-организация, деятельность которой направлена на продвижение и обеспечение справедливого, точного и всеобъемлющего представления людей и событий в средствах массовой информации как одного из способов искоренения гомофобии и дискриминации на основе гендерной идентичности и сексуальной ориентации. До 2013 года ГЛААД было аббревиатурой от «Альянс геев и лесбиянок против диффамации», но затем было решено не расшифровывать аббревиатуру в связи с тем, что организация расширила свою деятельность, включив поддержку бисексуалов и трансгендеров.
GLAAD была основана в 1985 году в Нью-Йорке. Президентом ГЛААД с 14 апреля 2012 года по 17 мая 2013 года был Герндон Граддик, бывший раньше его вице-президентом по программам и связям. Граддик — младший сын Чарльза Граддика, окружного судьи и бывшего Генерального прокурора штата Алабамы.
Временно исполняющим обязанности президента GLAAD до 25 ноября 2013 года был Дейв Монтес, административный руководитель GLAAD. В настоящее время президент ГЛААД — Сара Кейт Эллис.
Ежегодно с 1990 года ГЛААД вручает премии GLAAD Media Awards за выдающееся представление ЛГБТ-сообщества в СМИ в 26 англоязычных и 12 испаноязычных состязательных категориях (состояние на 2011 год). Кроме премий в состязательных категориях вручаются и несостязательные почётные премии. Церемонии вручения проводятся в Нью-Йорке, Лос-Анджелесе и Сан-Франциско.

## Движения
ГЛААД начала движение «Вместе», которое призывает всех присоединиться к поддержке тех, кто подвергается дискриминации, включая женщин, мусульман, иммигрантов и членов сообщества ЛГБТК+.
В 2010 году ГЛААД организовала «День сильных духом». «День сильных духом» — это ежегодное мероприятие, которое направлено на поддержку ЛГБТК-молодежи, чтобы показать им, что они не одиноки. «День сильных духом» появился после того, как в США прокатилась волна самоубийств подростков, которых травили в школе из-за их не такой, как у большинства, сексуальной ориентации или гендерной идентичности. Именно тогда проблема буллинга (травли) встала перед обществом в полный рост: о ней заговорили не только в квир-сообществе, но и со страниц газет и экранов телевизоров.
В 2016 году «День сильных духом» являлся крупнейшей и наиболее заметной в мире кампанией по борьбе с травлей.
Эта кампания направлена на то, чтобы привлечь ресурсы по борьбе с издевательствами в учебных заведениях по всему миру, вдохновляя педагогов на принятие мер по борьбе с издевательствами посредством проведения мероприятий и митингов.
ГЛААД в этот день рекомендует людям носить или ставить на аватар в соцсетях фиолетовый цвет, чтобы таким образом выразить поддержку против травли. Крупные масс-медийные компании, такие как NBCUniversal и Viacom, демонстрируют поддержку «Дня сильных духом» в эфире. Они в том числе меняют свой логотип в эфире на фиолетовый в течение этого дня и одевают ведущих в фиолетовый цвет.
В поддержку кампании ежегодно встречается более 1,5 миллиарда медийных показов. Хэштег #Spirit Day становится трендовой темой в Twitter и Facebook каждый год. В социальных сетях такие знаменитости как Опра Уинфри, Эллен Дедженерес и бывший президент США Барак Обама выражают свою поддержку этой кампании.